# Condado de Shawnee
O Condado de Shawnee (em inglês:  Shawnee County) é um dos 105 condados do estado americano do Kansas. A sede e maior cidade do condado é Topeka. Foi fundado em 25 de agosto de 1855.
O condado possui uma área de 1 439 km², dos quais 1 409 km² estão cobertos por terra e 30 km² por água, uma população de 177 934 habitantes, e uma densidade populacional de 126,3 hab/km² (segundo o censo nacional de 2010). É o terceiro condado mais populoso do Kansas.